# 幕僚監部
幕僚監部（ばくりょうかんぶ）とは、防衛省（前身たる保安庁・防衛庁を含む）に置かれている、隊務に関する防衛大臣（前身：保安庁長官・防衛庁長官）の幕僚機関たる特別の機関の総称である。"Staff Office"（参謀本部）と英訳される。いずれの幕僚監部も、自衛官を主体に構成される。

## 保安庁時代
- 第一幕僚監部（警察予備隊・保安隊）
- 第二幕僚監部（警備隊）

## 防衛庁・防衛省時代
次の4つの幕僚監部が置かれている。
- 統合幕僚監部（2006年（平成18年）3月27日に新設。前身は統合幕僚会議。）
- 陸上幕僚監部（陸上自衛隊・前身は保安庁時代の第一幕僚監部）
- 海上幕僚監部（海上自衛隊・前身は保安庁時代の第二幕僚監部）
- 航空幕僚監部（航空自衛隊）